# 臼增五
飛馬座28（臼增五），又名BD+20 5093，HD 210516、SAO 90287、HR 8459，是飛馬座的一颗恒星，视星等为6.46，位于銀經79.8，銀緯-28.11，其B1900.0坐标为赤經22h 5m 46.5s，赤緯+20° -28.11′ 11″。